# Cratere Turgenev
Turgenev  è un cratere sulla superficie di Mercurio.